# No Good Advice
No Good Advice este al doilea single lansat de grupul britanic Girls Aloud. Acesta a fost lansat pe 12 mai 2003, nereușind să egaleze performanțele primului single, Sound Of The Underground care a staționat pe locul #1 în Marea Britanie timp de patru săptămâni. Single-ul a ajuns doar pe locul #2 în Marea Britanie și în Irlanda.

## Track listing-ul și formate
| #             | Titlul                                         | Durata |
| ------------- | ---------------------------------------------- | ------ |
| UK CD single  |                                                |        |
| 1.            | "No Good Advice"                               | 3:48   |
| 2.            | "On A Round"                                   | 2:45   |
| 3.            | "No Good Advice" [Dreadzone Vocal Mix]         | 6:53   |
| 4.            | "No Good Advice" [video]                       | 3:46   |
| UK DVD single |                                                |        |
| 1.            | "Sound of the Underground" [video]             | 3:46   |
| 2.            | "No Good Advice" [audio only]                  | 3:43   |
| 3.            | Photo Gallery                                  |        |
| 4.            | Behind The Scenes Footage From The Video Shoot |        |

## Versiuni și alte apariții
| Versiunea            | Apariția                                                                    |
| -------------------- | --------------------------------------------------------------------------- |
| Album Version        | "No Good Advice" single, Sound of the Underground, The Sound of Girls Aloud |
| Dreadzone Vocal Mix  | "No Good Advice" single                                                     |
| Video                | "No Good Advice" single, Girls on Film [DVD], Style [DVD]                   |
| Doublefunk Vocal Mix | "Life Got Cold" single, Mixed Up                                            |
| Explicit Version     | The Sound of Girls Aloud [Special Edition]                                  |

## Prezența în clasamente
"No Good Advice" a debutat pe locul #2 în Marea Britanie, având vânzări de peste 42,000 de unități, în prima săptămână. În Irlanda a debutat pe locul #2, fără a urca mai sus. În clasamentul de difuzări din UK single-ul a ajuns doar pe locul #13. Vânzările single-ului a fost de peste 120,000 de unități, de cinci ori mai puțin decât single-ul de debut. În România a ajuns doar până pe locul #97.

## Clasament
| Clasament (2003)         | Poziția maximă |
| ------------------------ | -------------- |
| UK Singles Chart         | 2              |
| UK Radio Airplay         | 13             |
| Irish Singles Chart      | 2              |
| Euro 200                 | 3              |
| Netherlands Top 40       | 23             |
| Belgium Singles Chart    | 45             |
| Australian Singles Chart | 88             |
| Romanian Singles Chart   | 97             |